# Нововознесенка (Ключівський район)
Нововознесе́нка (рос. Нововознесенка) — село у складі Ключівського району Алтайського краю, Росія. Входить до складу Ключівської сільської ради.
Стара назва — Граделі.

## Населення
Населення — 180 осіб (2010; 210 у 2002).
Національний склад (станом на 2002 рік):
- росіяни — 90 %